# Pomorska Odlewnia i Emaliernia
Pomorska Odlewnia i Emaliernia – zakład metalurgiczny w Grudziądzu.
Historię datuje się od 1862 roku, kiedy Józef Herzfeld i Karol Victorius założyli w Grudziądzu kuźnię H-V. Kuźnia rozwinęła się w odlewnię i emaliernię, produkującą odlewy i odkuwki, kotły, armaturę, a od 1934 roku również wiertarki i pompy.
W 1911 rozbudowano zakład o filę w podgrudziądzkim (wówczas) Mniszku. W czasie II wojny produkowano (między innymi) części do rakiet V1.
Po wojnie zakład znacjonalizowano i przemianowano na POiE. Produkcja rozwijała się, dołączono, jako filię, odlewnię w Wąbrzeźnie. Produkowano części pieców, kotły, wanny, korpusy bomb i granatów moździerzowych, pompy, a także zamrażarki „Śnieżka”, których produkcję przeniesiono później do Wrocławia.
Po 1990 roku zakład skoncentrował się na produkcji pomp i armatury. W lutym 1992 zmieniono nazwę na Hydro-Vacuum i wrócono do przedwojennego logo. W tej chwili Hydro-Vacum SA jest spółką menadżersko-pracowniczą.

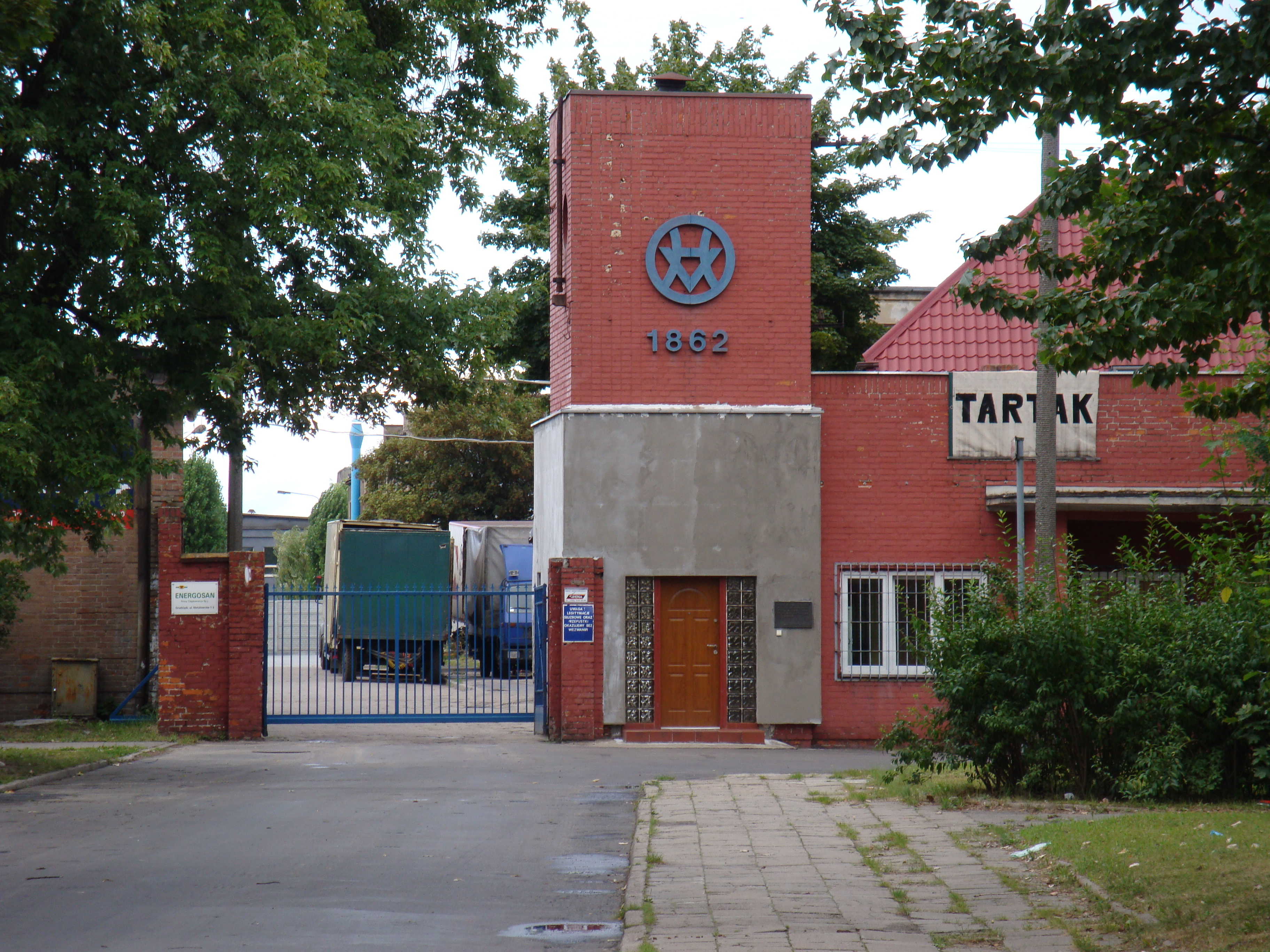
Brama prowadząca na dawny teren zakładu w Mniszku, rok 2009

W POiE byli zatrudnieni m.in. Edwin Brzostowski i Eugeniusz Chmielewski, grudziądzcy działacze kulturalni.